# Here We Go (canción de 'N Sync)
«Here We Go» es una canción y el tercer sencillo de la boy band 'N Sync. Fue lanzado en el verano de 1997, exclusivamente para Alemania. El sencillo ha sido lanzado posteriormente en el mundo.

## Listado de canciones
1. «Here We Go» [Radio Mix] - 3:34
2. «Here We Go» [Extended Mix] - 4:01
3. «Here We Go» [Hudson & Junior Remix] - 4:51
4. «Here We Go» [Stonebridge Club Mix] - 7:42